# أسيديا
الأسيديا أو الإسيديا (الاسم العلمي: Ascidia) هو كائن بحري تابع لتحت شعبة الذيل حبليات. جسم الأسيديا كيسي الشكل يغطي الجسم غطاء جلدي جيلاتيني يفرزه البرنس (بالإنجليزية: mantle)، يتكون الجسم من فتحة شهيقية يدخل منها الماء المحمل بالغذاء والأكسجين وفتحة زفيرية يُطرد منها الفضلات.